# 기적: 그 날의 소비토
《기적: 그 날의 소비토》(일본어: キセキ -あの日のソビト-)는 2017년 1월 28일에 공개된 일본 영화. 마츠자카 토리와 스다 마사키의 공동 주연. GReeeeN의 노래 〈キセキ 키세키[*]〉의 탄생까지의 실화가 바탕이 되고 있다.
GReeeeN의 노래에도 있듯이 길을 중시한 이번 작품의 감독을 맡은 카네시게 아츠시는 촬영지 선정에 집착해, 〈업다운이 있는 화면〉을 위해 언덕이 많은 도쿄도 히노시를 메인 촬영 지역으로 꼽았다.
대한민국에서는 2017년 10월 19일 개봉되었다.

## 출연
- JIN (진) : 마츠자카 토리
- HIDE (히데) : 스다 마사키
- 리카 : 쿠츠나 시오리
- 유이 : 타이라 유우나
- navi (나비) : 요코하마 류세이
- 92 (쿠니) : 나리타 료
- SOH (소우) : 스기노 요스케
- 후미 : 사오리
- 토시오 : 오쿠노 에이타
- 우리노 : 노마구치 토오루
- 모리타 타마미 : 아소 유미
- 모리타 세이이치 : 코바야시 카오루

### 스태프
- 감독 : 카네시게 아츠시
- 각본 : 사이토 히로시
- 음악 : GReeeeN
- 프로듀서 : 코이케 켄타로
- 음악 프로듀서 : JIN
- 제작 : 마츠이 토모, 무라마츠 히데노부, 키노시타 나오야, 키하라 야스히로, 마치다 신, 기무라 유이치, 테라지마 요시키, 마키 카즈오
- 공동 프로듀서 : 마루야마 후미나리, 야나기 사토
- 어소시에이트 프로듀서 : 이이다 마사히로, 치기라 타쿠야, 히라이 아키히로
- 협력 프로듀서 : 다구치 세이
- 촬영 : 코고 미츠노리
- 조명 : 사이토 토오루
- 녹음 : 요시다 노리요시
- 미술 : 노노베 마사토
- 편집 : 오하라 사토코
- 조감독 : 모리모토 쇼이치
- 제작 담당 : 츠노다 타카시
- 음향 효과 : 사토 사치코
- 악기 협력 : 야마하 뮤직 재팬
- 협력 : 유니버설 뮤직
- 기획 협력 : 하이 스피드 보이즈
- 배급 : 도에이
- 제작 프로덕션 : 조커 필름스
- 제작 : 《기적: 그 날의 소비토》 제작위원회 (해피넷, 도에이, 키노시타 그룹, 조커 필름스, 하이 스피드 보이즈, 아사히 신문사, 에이벡스 픽쳐스, 이온 엔터테인먼트)

## 흥행 수익
전국 157 스크린에서 개봉되어 2017년 1월 28일과 다음날인 29일의 첫날 2일간 관객수 18만 2,044명, 흥행 수입 2억 3,286만 4,600엔으로 흥행 통신사 조사에 의한 영화 관객 동원 순위는 《닥터 스트레인지》에 이어 첫 등장 2위를 차지했다.
또한 피아의 조사에 의한 첫날 만족도 랭킹에서는 만족도 92.9점을 획득하여 제1위를 차지하고 있다.。
공개 2주째 주말이 되는 2017년 2월 4일과 다음 5일 이틀간 관객수 13만 9,751명, 흥행 수입 1억 7,859만 4,700엔으로 누계 흥행 수입은 6억 엔을 돌파했다.
개봉 20일 만인 2017년 2월 16일 시점의 누적 관객수가 80만 2,718명, 흥행 수입이 10억 1,053만 0,700엔에 도달 모두 2017년 공개 방화 실사 작품 톱에서 추가로 10억엔의 높은 순위에 제일 먼저 도달하였다.

## 음악

### 주제가
- 〈ソビト 소비토[*]〉[1]

노래·작사·작곡 - GReeeeN

### 삽입극
- 〈UNCHAINED〉

노래 - 마츠자카 토리 / 작사 - JIN·오무라 신지 / 작곡 - JIN·PABLO
- 〈the way〉

노래 - 마츠자카 토리 / 작사 - JIN / 작곡 - JIN·R_Men_Soul
- 〈声 코에[*]〉

노래 - 스다 마사키·요코하마 류세이·나리타 료·스기노 요스케 / 작사·작곡 - GReeeeN
- 〈道 미치[*]〉

노래 - 스다 마사키·요코하마 류세이·나리타 료·스기노 요스케 / 작사·작곡 - HIDE
- 〈キセキ 키세키[*]〉

노래 - 스다 마사키·요코하마 류세이·나리타 료·스기노 요스케 / 작사·작곡 - GReeeeN

## 그린 보이즈
그린 보이즈(일본어: グリーンボーイズ)는 스다 마사키, 요코하마 류세이, 나리타 료, 스기노 요스케의 4명에 의해 결성 된 유닛으로 유닛 이름은 GReeeeN의 전신인 그룹의 이름이다. 4명이 이 명의로 GReeeeN의 10년 전 데뷔일과 같은 날인 2017년 1월 24일에 CD 데뷔도 완수, 같은 해 1월 20일에는 TV 아사히 계열의 음악 프로그램 《뮤직 스테이션 2시간 SP》에 출연도 완수했다.

### 구성원
- 스다 마사키
- 요코하마 류세이
- 나리타 료
- 스기노 요스케

### 앨범 작품
| 발매일          | 제목                          | 규격 번호                                     | 트랙 목록 | 비고 |
| --------------- | ----------------------------- | --------------------------------------------- | --- | ---- |
| 2017년 1월 24일 | 그린 보이즈(グリーンボーイズ) | ESCL-4807: 첫회 생산 한정반 ESCL-4809: 통산반 | 전곡 작사·작곡: GReeeeN 1. 声 코에[*] [4:08] 【작곡: 카스가 슌스케】 2. 道 미치[*] [4:05] 【작곡: 타카다 츠바사】 3. キセキ 키세키[*] [4:32] 【작곡: 타카다 츠바사】 첫회 생산 한정반DVD 声 코에[*] Music Video |      |

## DVD/Blu-ray
| 발매일         | 규격 번호                                                                                   | 비고                                             |
| -------------- | ------------------------------------------------------------------------------------------- | ------------------------------------------------ |
| 2017년 7월 4일 | BIBJ-3185: 호화판DVD BIBJ-3186: 통산반DVD BIXJ-0247: 호화판Blu-ray BIXJ-0248: 통산반Blu-ray | 호화판은 메이킹·무대 인사 등의 영상 특전이 수록. |

## 노벨 라이즈
- 고바야시 유지 〈기적: 그 날의 소비토〉 (2017년 1월 7일, 아사히 문고, 9784022648358)

## 수상
- 제41회 일본 아카데미상[9]
  - 우수 음악상 : JIN

- 키네마 준보 베스트 텐[10]
  - 남우주연상 : 스다 마사키 (테이이치의 나라, 아, 황야, 불꽃과 함께 수상)